# Bichleralm (Villgratner Berge)
Die Bichleralm ist eine Alm an der Nordseite der Villgratner Berge in der Fraktion Plon der Gemeinde St. Veit in Defereggen.

## Lage
Die beiden Hütten der Bichleralm liegen beidseits des Bichleralmbachs. Historisch umfasst das Almgebiet das Einzugsgebiet des Bichleralmbachs mit den Nordwestabhängen zwischen Röte, Gagenhöhe und Zeigerle sowie die Südostabhänge des Penzenkopfs. Das Almgebiet der Bichleralm liegt zwischen den Almgebieten der Laschkitzer Alm und Eggalm im Westen und der Gagenalm sowie Moosalm im Osten.

## Geschichte
Die Bichleralm bestand Mitte des 19. Jahrhunderts aus mehreren Hütten linksseitig des Bichleralmbachs. Heute umfasst sie zwei Hütten auf beiden Seiten des Baches sowie ein . Das Almgebiet wird von einem Bauern aus Rajach. Die Alm verfügt über ein im Hang vergrabenes E-Werk.

## Aufstiegsmöglichkeiten
Der direkte Weg zur Alm führt vom Ortsteil Plon über die Schwarzach auf markiertem Weg durch den Weißkouflwald auf die Eggalm und danach nach Südosten zur Bichleralm. Auf die Bichleralm führt zudem ein ostseitig Fahrweg, der in Innerhopfgarten beginnt und durch den Bannwald führt. Durch den Fahrweg sind auch die Ranigesalm, die Gagenalm sowie die Moosalm erschlossen.